# Gare de Dorval (Via Rail)
Ne doit pas être confondu avec Gare Dorval (Exo).
La gare de Dorval est une gare ferroviaire située à Dorval, une banlieue dans l'Ouest-de-l'Île de Montréal au Québec. La gare a été mise en service en 1879 par le Grand Tronc qui fait partie de la ligne principale entre Montréal et Toronto. La gare est desservie par les trains de Via Rail Canada qui relient Toronto, Ottawa, Montréal et Québec. Une passerelle piétonne relie également le terminus Dorval qui dessert les lignes d'autobus locales et express vers l'Ouest de l'Île, Saint-Laurent et le centre-ville, ainsi que le gare de train de banlieue qui relie le centre-ville et Vaudreuil-Dorion. La gare est également un arrêt principal pour les passagers à destination de l'Aéroport international Pierre-Elliott-Trudeau de Montréal.

## Situation ferroviaire
La gare est située au point milliaire 10,8 milles (17,4 km) de la subdivision Kingston du Canadien National, entre la gare centrale de Montréal et la gare de Coteau. La subdivision Kingston prend fin à l'est de Dorval et devient la subdivision Montréal jusqu'à la gare centrale. Les subdivisions Kingston et Montréal du CN ainsi que la subdivision Vaudreuil du CP sont parallèles entre Vaudreuil-Dorion et Lachine. Une jonction ferroviaire avec la subdivision Saint-Laurent du CN, ainsi que la gare de triage de Taschereau, sont situées à l'est de la gare, près de Lachine. Le triage de Taschereau est située à côté du triage de Côte-Saint-Luc du Canadien Pacifique.
La subdivision Adirondack du CP passe au-dessus de la subdivision Montréal à l'approche de l'échangeur Saint-Pierre sur l'autoroute 20. Les trains de banlieue d'exo vers Candiac empruntent cette voie. En direction du centre-ville, les voies passent sous l'échangeur Turcot, récemment rénové, qui est l'un des échangeurs autoroutiers les plus fréquentés du Québec.
À l'approche de Pointe-Saint-Charles, des voies secondaires mènent à deux installations d'entretien, exploitées respectivement par Via Rail et exo. Les centres d'entretien se trouvent sur le site des anciens ateliers du Canadien National, et les installations d'exo ont été récemment rénovées. Les voies ferrées servent également de jonction à la subdivision Saint-Hyacinthe du CN, empruntée par les trains de Via Rail vers Québec, et les trains d'exo vers Mont-Saint-Hilaire aux heures de pointe. La subdivision Montréal est ensuite parallèle aux nouvelles voies du Réseau express métropolitain vers Brossard, sur la Rive-Sud, une ligne de train léger sans conducteur dont l'ouverture est prévue au printemps 2023.

## Histoire
Les premiers colons de la région étaient des pères sulpiciens du Séminaire Ville-Marie (Montréal) qui fondèrent ici, en 1667, la mission et l'école Gentilly. François Fénélon, un aristocrate français comme la plupart des premiers missionnaires, faisait partie du groupe. Il obtint du gouverneur Frontenac la concession des îles situées en face de Dorval. La mission a dû être fermée en 1685, en partie à cause de l'animosité qu'entretenaient les Iroquois vis-à-vis des missionnaires. Le fief change de propriétaire avec succès en 1685, puis en 1691, Jean-Baptiste Bouchard d'Orval en prend possession. La région sera peu développée jusqu'au milieu du XIXe siècle. À l'époque, le territoire, essentiellement rural, est aménagé à l'aide de longues et étroites bandes de terrain, perpendiculaires au lac Saint-Louis et au chemin du Bord-du-Lac.
L'arrivée du chemin de fer a permis de relier le territoire de Dorval à Montréal, ce qui est un facteur essentiel dans la transformation du territoire et de ses usages. Dès 1854, le Grand Tronc opère sur l'île de Montréal d'un terminal à Pointe-Saint-Charles, vers l'Ouest, jusqu'à Sainte-Anne-de-Bellevue. La ligne du Grand Tronc qui permet de relier Montréal à Brockville est inaugurée en 1855, mais ce n'est qu'une quinzaine d'années plus tard, au début des années 1870, que des trains commencent à s'arrêter dans les villages en bordure du lac Saint-Louis. La gare de Dorval a été construite en 1879. Elle est apparue pour la première fois sur la carte d'Hopkins cette année-là.
Neuf ans plus tard, en 1888, la ligne du Canadien Pacifique entre Montréal et Smiths Falls est complétée. Elle suit, en parallèle, la ligne du Grand Tronc. Des gares sont établies dans les villages du bord du lac, dont Lachine, Dorval, Valois, Beaconsfield, Sainte-Anne et Vaudreuil. Dans les années 1890, des trains de banlieue y circulent qui permettent de relier les villages au centre-ville de Montréal.
Les chemins de fer, étant la forme la plus efficace de transport à l'époque, connaissent une croissance de leur trafic au cours de la dernière partie du XIXe siècle. Le Grand Tronc lance un plan pour doubler sa voie entre Montréal et Toronto à partir de 1887. Construite par étapes, cette double voie passant par Lachine est achevée en 1892. Alors que le chemin de fer en favorise l'accès, les rives du lac Saint-Louis deviennent des lieux de villégiature attrayants pour la société bourgeoise montréalaise, et les lignes ferroviaires ont incité les classes moyennes et supérieures à délaisser le noyau central des villes pour les banlieues verdoyantes.
En 1896, grâce au succès du service de train de banlieue du Canadien Pacifique, le Grand Tronc étend son service de train de banlieue de Dorval à Vaudreuil. Cette politique d'expansion se poursuivra lorsque le Canadien National prendra le contrôle du Grand Tronc en 1923. Les trains de banlieue du CN partent de la gare Bonaventure jusqu'à ce qu'un incendie, le 22 août 1948, oblige la compagnie à transférer le service dans la nouvelle gare centrale. Le train de banlieue du CN desservira la ligne Montréal-Vaudreuil jusqu'à ce que le service soit réduit en avril 1955 et que Dorval devienne le terminus. Le service de train de banlieue du CN a pris fin en 1960.
Le service ferroviaire de passagers au Canada est repris par Via Rail en 1978. Via Rail continue de desservir la gare de Dorval comme arrêt intermédiaire pour les trains entre Toronto, Ottawa, Montréal et Québec.

### Prolongement duREM
Alors que la Caisse de dépôt et placement du Québec a dévoilé un mégaprojet de SLR nommé Réseau électrique métropolitain en avril 2016, certains politiciens ont réclamé le prolongement de l'antenne aéroport vers la gare de Dorval. En mai 2019, la ville de Dorval et Aéroports de Montréal, ainsi qu'Ensemble Montréal, l'opposition officielle à l'hôtel de ville de Montréal, ont demandé une prolongation du REM vers la gare ferroviaire. En juin 2021, Chantal Rouleau, la ministre responsable de Montréal, a estimé que le prolongement du REM jusqu'à la gare de Dorval était un dossier qui relevait du fédéral. En ce qui concerne le prolongement, le ministre fédéral des Transports, Omar Alghabra a répondu que le dossier « reviendrait au gouvernement du Québec et à la Caisse de dépôt et placement du Québec de le faire. »

## Service des voyageurs

### Accueil
La gare est ouverte du lundi au jeudi entre 5h45 et 22h45, le vendredi entre 5h45 et 23h, le samedi entre 6h et 22h15, et le dimanche entre 8h30 et 22h45. La billetterie est ouverte du lundi au jeudi entre 5h45 et 22h45, le vendredi entre 5h45 et 19h30, le samedi entre 6h et 19h30, et le dimanche entre 8h30 et 22h45. Un service de consigne est offert au comptoir de bagages. La gare est équipée d'une salle d'attente, d'une distributrice, de toilettes, d'un téléphone payant, de Wi-Fi, et d'un salon affaires. Le salon affaires est ouvert en semaine entre 5h45 et 23h, le samedi entre 6h et 22h15, et le dimanche entre 8h30 et 23h. La gare est accessible aux fauteuil roulant. Un élévateur pour fauteuil roulant est disponible, ainsi qu'un fauteuil roulant de courtoisie pour aider à l'embarquement.

### Desserte
Cinq à six trains à destination de Toronto, ainsi que quatre à cinq trains à destination d'Ottawa et quatre à cinq trains à destination de Québec s'arrêtent à la gare chaque jour. Les trajets locaux ne sont pas autorisés entre Dorval et Montréal.

### Intermodalité

#### En voiture
Le stationnement extérieur est payant. Des compagnies de taxi montréalaises, incluant Coop Taxi de l'Ouest, Taxi Diamond, Taxi Bonjour et Téo Taxi desservent le secteur. Plusieurs compagnies de location d'auto, notamment Alamo, Avis, Budget, Dollar, Enterprise Rent-A-Car, Hertz, National et Thrifty sont situées à l'aéroport. Uber et Eva sont les compagnies de covoiturage qui desservent Dorval.

#### Vers l'aéroport
La gare de Dorval est un arrêt pour les passagers vers l'Aéroport international Pierre-Elliott-Trudeau de Montréal. Un service de navette relie la gare ferroviaire et l'aéroport à intervalles de 45 à 60 minutes durant les heures d'ouverture de la gare.
Les lignes 204 Cardinal, 209 Des Sources, et 460 Express Métropolitaine de la STM relient la gare à l'aéroport.

#### Autobus et taxi collectif
Le transport en commun local est assuré par la Société de transport de Montréal (STM) au terminus Dorval via une passerelle piétonne. En direction est, la 211 Bord-du-Lac, la 405 Express Bord-du-Lac, la 411 Express Lionel-Groulx, la 425 Express Anse-à-l'Orme, la 485 Express Antoine-Faucon, et la 496 Express Victoria relient la gare à la station Lionel-Groulx du métro. La 195 Dorval / Angrignon et la 198 Broadway relie la gare à la station Angrignon. La 202 Dawson relie la gare à la station Du Collège. La 460 Express Métropolitaine dessert les stations De la Savane et Crémazie et continue vers les Galeries d'Anjou aux heures de pointe.
En direction de l'Ouest de l'Île, la 202 Dawson, la 203 Carson, la 204 Cardinal, la 209 Des Sources, la 485 Express Antoine-Faucon desservent le terminus Fairview à Pointe-Claire et plusieurs quartiers résidentiels de l'ouest. La 211 Bord-du-Lac, la 405 Express Bord-du-Lac et la 411 Express Lionel-Groulx empruntent l'autoroute 20 et le chemin du Bord-du-Lac avant de terminer leurs trajets à Sainte-Anne-de-Bellevue. La 425 Express Anse-à-l'Orme dessert le Parc-nature de l'Anse-à-l'Orme.
Pendant la nuit, la 354 Sainte-Anne-de-Bellevue / Centre-Ville relie la gare Sainte-Anne-de-Bellevue, le terminus Dorval et la station Atwater. La 356 Lachine / YUL Aéroport / Des Sources relie la gare Sunnybrooke, le terminus Dorval, les stations Atwater et Frontenac. La 378 Sauvé / YUL Aéroport relie l'aéroport, le terminus Dorval, les stations Côte-Vertu et Sauvé, et le boulevard Saint-Michel.
La STM offre également un service de taxi collectif entre la gare et le parc industriel de Lachine. Les passagers peuvent réserver un trajet en ligne ou par téléphone 30 minutes avant leur déplacement. Le service est offert en semaine de 22h30 à 0h15, en fin de semaine de 6h à 9h, et de 15h à 23h.

#### Train de banlieue
Le service de train de banlieue est assuré par Exo. La gare de train de banlieue du même nom est reliée à la gare de Via Rail via une passerelle, desservie par les trains de Vaudreuil-Hudson. Depuis août 2022, 13 trains en direction de Vaudreuil s'arrêtent à Dorval en semaine, dont un train à destination de Beaconsfield, un à destination de Hudson, et le reste se terminant à Vaudreuil. 12 trains en direction de Montréal s'arrêtent à Dorval en semaine, tous se terminant à Lucien-L'Allier. 4 trains dans chaque direction s'arrêtent à Dorval le samedi, et 3 trains dans chaque direction le dimanche.